# Idioma cayuse
El cayuse en una lengua muerta antiguamente hablada hasta el siglo XIX por el pueblo cayuse, originario de Oregón. Su código ISO 639-3 es xyc.

## Clasificación
Actualmente se la clasifica como una lengua aislada. Fue relacionada con el molala formado una familia waiilatpuana (wayilatpu) finalmente relacionada con el stcok penutí. Esta propuesta no ha sido conveniente probada mediante un trabajo comparativo extensivo.  
Frecuentemente se engloba el cayuse-molala dentro de las lenguas penutíes de la Meseta. La siguiente es una lista comparativa de los pronombres:
| GLOSA               | Sahaptin | Molala | Cayuse | Klamath | Lutuami |
| ------------------- | -------- | ------ | ------ | ------- | ------- |
| 1ª persona singular | in       | ʔína   | ínin   | ni      | ni      |
| 2ª persona singular | im       | kíˑ    | nikí   | ʔi      | i       |
| 3ª persona singular | ipi      | níˑp   | nip    | bi      | hut     |
| 1ª persona plural   | nun      | kimt   | námək  | naˑd    | nat     |
| 2ª persona plural   | ima      | kimt   | mkímiš | ʔaˑd    | at      |
| 3ª persona plural   | inma     | nimt   | nípik  | baˑd    | hutsa   |